# Fakhreddin Ibn ach-Cheikh
Fakhreddin, aussi Fahkr ed-Dîn, (mort en 1249) est un émir musulman du XIIIe siècle connu pour son amitié avec le saint empereur Frédéric II. Il a été impliqué dans les Sixième et Septième croisades.

## Biographie

### Ambassade àPalerme
Après avoir fait face à la Cinquième croisade menée par Jean de Brienne, le sultan ayyoubide Al-Kâmil d'Égypte tente de se renseigner sur le saint empereur dont l'arrivée devait renforcer les croisés de Brienne. Ayant appris que Frédéric venait d'épouser Isabelle de Jérusalem, devenant ainsi roi de Jérusalem, le sultan décide d'envoyer une ambassade auprès de l'empereur, surnommé al-enboror. C'est Fakhreddin, choisi pour ses qualités de diplomate, qui doit mener l'ambassade .
L'émir Fakhreddin arrive à Palerme, dans le royaume de Sicile, et y rencontre Frédéric. L'ambassadeur découvre que, comme la rumeur l'affirmait, l'empereur est arabophile et les deux hommes deviennent amis durant ce premier séjour sicilien. Fakhreddin renseigne Frédéric à propos du sultan du Caire et, l'empereur intrigué à son tour, des liens diplomatiques, mais aussi d'amitié, s'établissent entre Frédéric et Al-Kâmil. Les deux souverains commencent alors une correspondance traitant de multiples sujets comme la philosophie aristotélicienne ou la théologie.
Curieux et amateur de la civilisation occidentale, Fakhreddin effectue de nombreux séjours à Palerme et, en 1226 ou 1227, l'empereur l'adoube chevalier. L'émir commence alors à porter le blason de l'empereur sur sa bannière.

### Sixième croisade
Après avoir été excommunié par le pape Grégoire IX, Frédéric part finalement en croisade en 1228. Son départ est aussi poussé par Al-Kâmil qui offre de lui rendre Jérusalem en échange de son aide contre l'émir de Damas, Malik al-Mu'azzam Musa. Arrivé en Terre sainte, l'empereur découvre que le sultan du Caire ne souhaite plus lui remettre Jérusalem, son rival étant mort l'année précédente et n'ayant donc plus besoin des forces impériales. Par ailleurs, si le sultan remettait la ville sainte de bonne foi, il s'attirait la désapprobation du monde musulman.
De fait, son ami Frédéric ne pouvait quitter l'Orient sans avoir repris Jérusalem, au risque de s'attirer encore plus la colère papale. Devant cette situation, Al-Kâmil fit appel à Fakhreddin pour servir une nouvelle fois d'intermédiaire entre les deux souverains. L'ambassadeur parvient à trouver une solution pour que les deux partis puissent obtenir satisfaction: Frédéric feint d'attaquer Jérusalem avec son armée réduite (il ne s'attendait pas à combattre) et Al-Kâmil feint de livrer la ville sainte afin d'éviter la guerre. Quelques semaines après cette démonstration, un accord est signé. L'empereur obtient Jérusalem, dont il est le roi par son mariage, et le sultan sauve la face tout en tenant sa promesse.

### Septième croisade
Vingt ans plus tard, Fakhreddin est toujours en Égypte, désormais au service du second fils et successeur d'Al-Kâmil, Malik al-Salih Ayyoub. Or, ce dernier fait face à la Septième croisade menée par Saint Louis. Malade, le sultan meurt rongé d’ulcère et de phtisie alors que les Français progressent le long du Nil. C'est alors Fakhreddin qui est chargé de rédiger une lettre au nom du sultan, dont il tait la mort, afin d'appeler les Musulmans au jihad contre les croisés.
Selon Jean de Joinville, participant à la croisade et chroniqueur, l'émir, qu'il appelle Scecedinc, prend aussi le commandement des forces égyptiennes. Le chroniqueur de Saint Louis précise d'ailleurs que Fakhreddin porte toujours les armes de l'empereur Frédéric sur sa bannière (en plus de celles des sultans d'Alep et du Caire). Joinville remarque qu'il était très apprécié par ses coreligionnaires.
Par la suite, Fakhreddin est présent à Mansourah lorsque les croisés y arrivent, prenant par surprise les défenseurs de la ville. L'émir, qui prenait son bain, se rend dans les rues pour voir ce qui se passait et, sans armure, il est tué par des Templiers durant l'assaut donné par Robert Ier d'Artois et ses chevaliers.

## Dans la fiction
Fakhreddin et son amitié avec Frédéric sont décrits dans le roman de Michel Subiela, Stupeur du monde.

## Sources imprimées
Jean de Joinville :
- Jacques Monfrin (éd.), Vie de Saint Louis, Paris, Le Livre de poche, coll. « Lettres gothiques », 2002, 639 p. Édition bilingue ancien français-français contemporain.